# Graafschap Isenburg-Büdingen
Isenburg-Büdingen was een graafschap binnen de Boven-Rijnse Kreits van het Heilige Roomse Rijk.

## Inleiding
In de Middeleeuwen wordt de naam Isenburg-Büdingen gebruikt om het graafschap Oberisenburg te onderscheiden van het graafschap Niederisenburg. Nadat het geslacht Isenburg het graafschap Niederisenburch heeft verloren is de aanduiding overbodig geworden.
Na 1511 wordt de naam Isenburg-Büdingen gebruikt om deelgraafschappen binnen het graafschap Oberisenburg aan te duiden.

## Het graafschap Isenburg-Büdingen na de deling van 1684
In 1684 wordt er bij een nieuwe verdeling van het graafschap Isenburg een graafschap Isenburg-Büdingen gevormd, dat zijn zwaartepunt heeft in het gebied van het oude graafschap om het Büdinger Reichswald.
Al in 1687 vindt er een verdere verdeling plaats van het graafschap Isenburg-Büdingen tussen de vier zonen van graaf Johan Ernst.
- Johan Casimir krijgt Büdingen
- Ferdinand Maximiliaan krijgt Wächtersbach
- Georg Albrecht krijgt Meerholz
- Karel August krijgt Marienborn (uitgestorven in 1725)

De regering van Ernst Kasimir I van Isenburg-Büdingen wordt gekenmerkt door de religieuze tolerantie. Op 29 maart 1712 vaardigt hij een edict uit waardoor het mogelijk wordt een godsdienst uit te oefenen buiten de kerk. Dit levert een toestroom op van wederdopers, piëtisten, separatisten en later ook de hernhutters. Na de dood van de graaf in 1749 wordt de godsdienstvrijheid door de nieuwe regering sterk beperkt. Een deel van de gelovigen verlaat het graafschap, wat een economisch verlies voor het land betekent.
Artikel 24 van de Rijnbondakte van 12 juli 1806 stelt de bezittingen van de graven van Isenburg-Büdingen, Wächtersbach en Meerholz onder de soevereiniteit van Isenburg-Birstein: de mediatisering.
In 1813 wordt het vorstendom Isenburg bezet door geallieerde troepen. Het komt onder het bestuur van Oostenrijk. Op het Congres van Wenen in 1815 dient het bij de onderhandelingen als ruilobject. In 1816 komt het aan het groothertogdom Hessen-Darmstadt als schadeloosstelling voor het verlies van het hertogdom Westfalen. Vervolgens speelt het een rol in de onderhandelingen tussen het groothertogdom Hessen-Darmstadt en het keurvorstendom Hessen-Kassel.
Uiteindelijk blijft Büdingen bij Hessen-Darmstadt en komen Wächtersbach en Meerholz aan Hessen-Kassel.

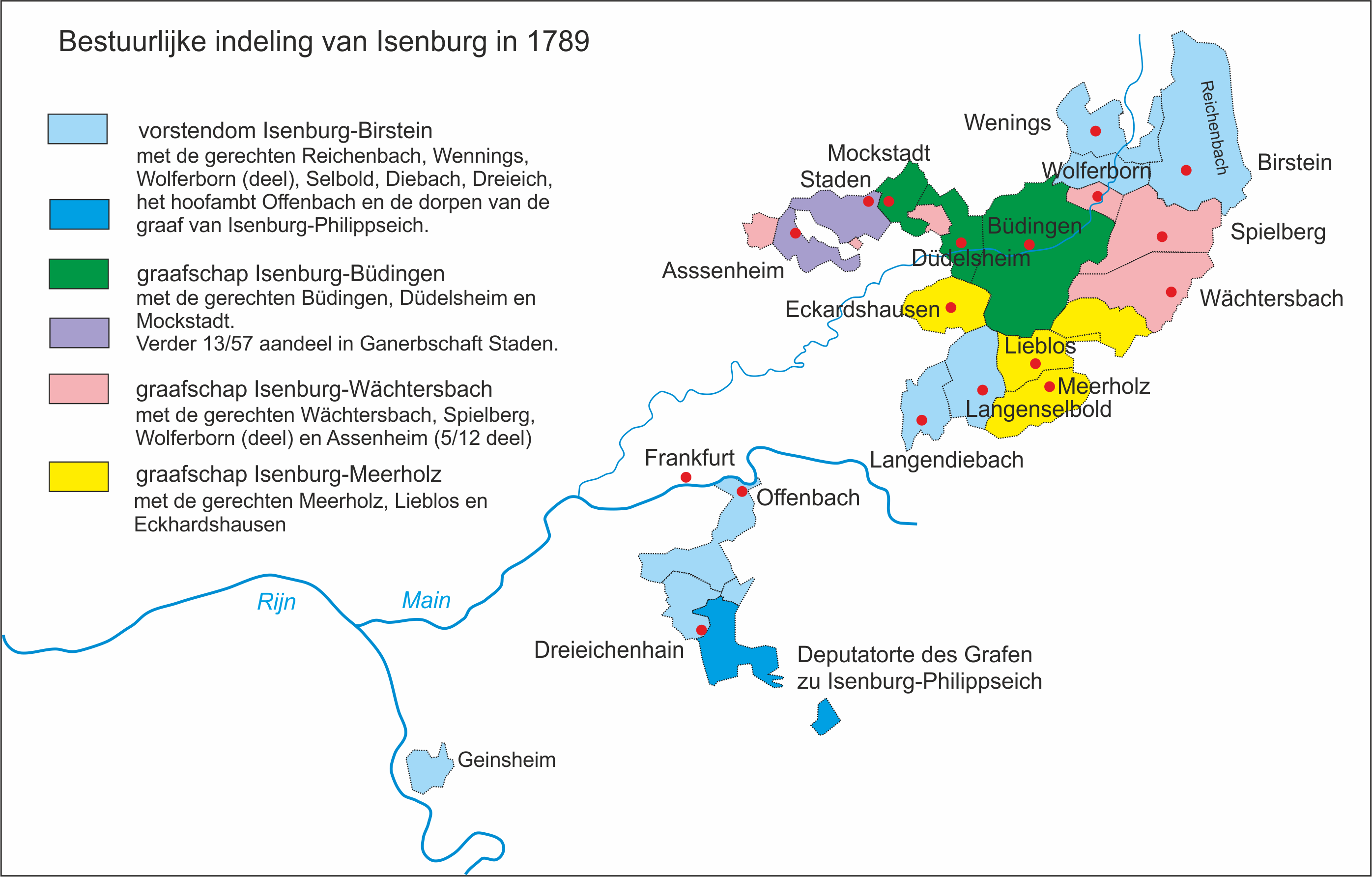
administratieve indeling van Isenburg in 1797

## Gebied
- Isenburg-Büdingen met het ambt Büdingen (gerechten Büdingen en Düdelsheim) en een aandeel aan Staden (het ambt Mockstadt was geheel Isenburgs)
- Isenburg-Wächtersbach met het ambt Wächtersbach (gerechten Wächtersbach en Spielberg), een aandeel in het gerecht Wolferborn, de Ronneburg en een aandeel in het gerecht Assenheim (onderdeel van de heerlijkheid Münzenberg)
- Isenburg-Meerholz met de gerechten Eckartshausen (of ambt Marienborn), Meerholz en Lieblos.

## Regenten van Isenburg-Birstein
| regering  | naam              | geboren   | overleden  | familie        |
| --------- | ----------------- | --------- | ---------- | -------------- |
| 1673-1693 | Johan Casimir     | 10-7-1660 | 23-9-1693  |                |
| 1693-1708 | Johan Ernst II    | 3-4-1686  | 31-5-1708  | zoon           |
| 1708-1749 | Ernst Casimir I   | 12-5-1687 | 15-10-1749 | broer          |
| 1749-1768 | Gustaaf Frederik  | 7-8-1715  | 12-2-1768  | zoon           |
| 1768-1775 | Lodewijk Casimir  | 25-8-1710 | 15-12-1775 | broer          |
| 1775-1801 | Ernst Casimir II  | 25-2-1757 | 25-2-1801  | zoon van broer |
| 1801-1806 | Ernst Casimir III | 20-1-1781 | 1-12-1852  | zoon           |